# Owadne
Owadne (ukrainisch Овадне; russisch Овадное/Owadnoje, polnisch Owadno) ist ein ukrainisches Dorf in der Oblast Wolyn. Es ist im Rajon Wolodymyr, etwa 10 Kilometer nordöstlich der Rajonshauptstadt Wolodymyr und etwa 68 Kilometer westlich der Oblasthauptstadt Luzk am Fluss Turija gelegen.

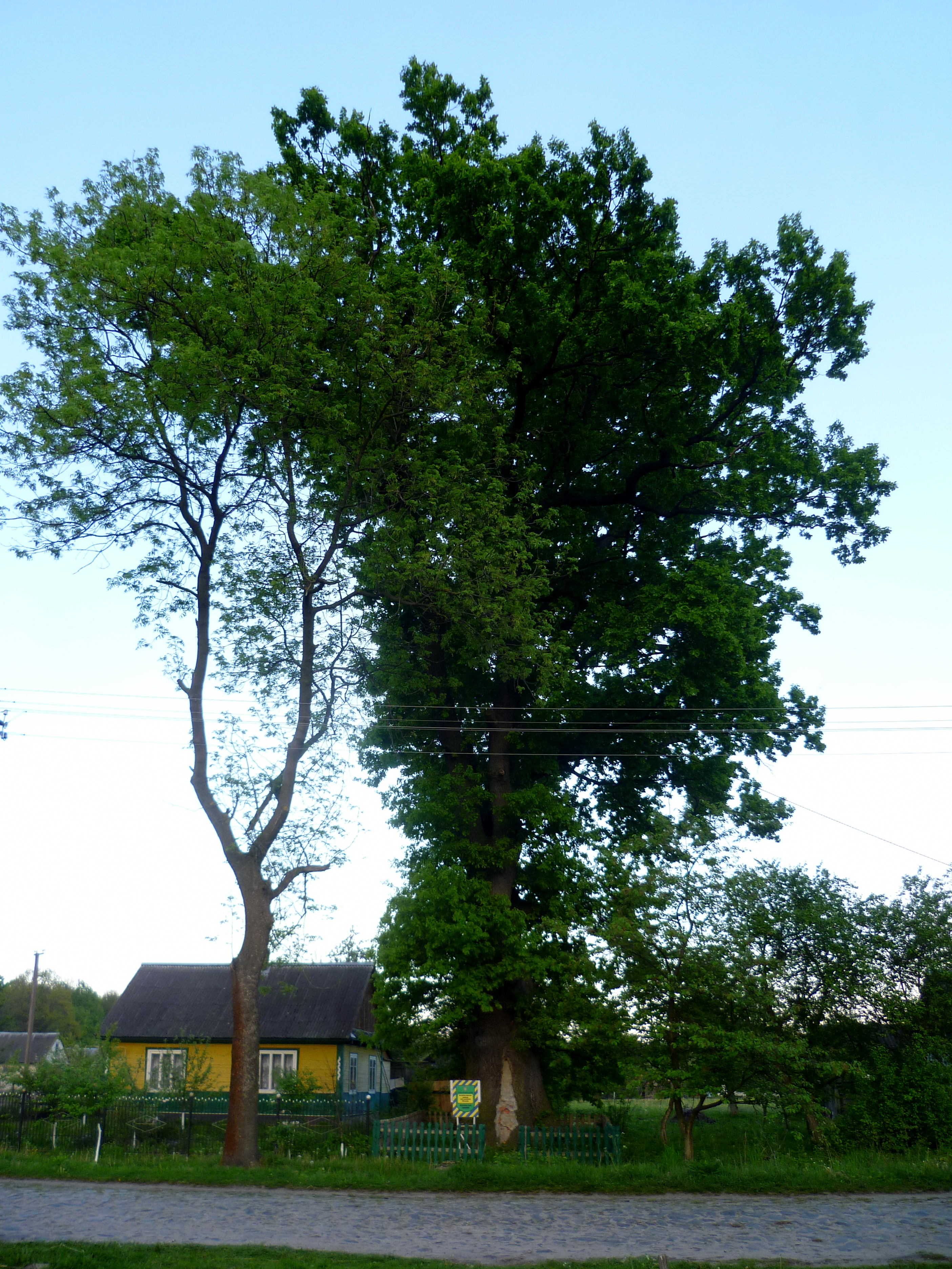
500-jährige Eiche im Ort

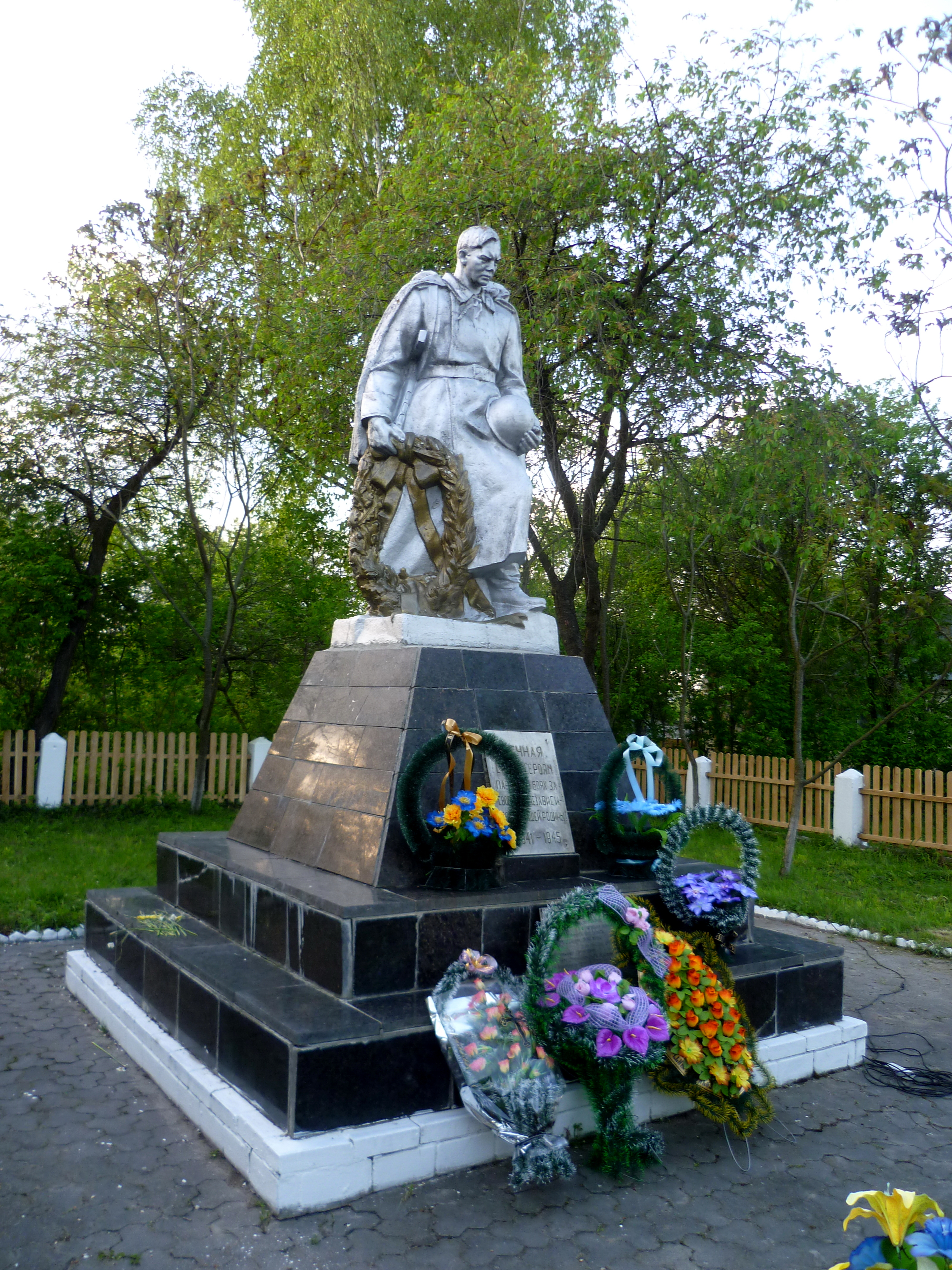
Denkmal im Ort

Das Dorf wurde 1545 zum ersten Mal schriftlich erwähnt und gehörte bis zur Dritten polnischen Teilung zur Adelsrepublik Polen (in der Woiwodschaft Wolhynien), kam dann zum Russischen Reich, wo es im Gouvernement Wolhynien lag. 1918/1921 fiel es an Polen und kam als Owadno zur Woiwodschaft Wolhynien in den Powiat Włodzimierz, Gmina Werba. Infolge des Hitler-Stalin-Pakts besetzte die Sowjetunion das Gebiet. Nach dem deutschen Überfall auf die Sowjetunion im Juni 1941 war der Ort bis 1944 unter deutscher Herrschaft (im Reichskommissariat Ukraine), kam dann nach dem Zweiten Weltkrieg wieder zur Sowjetunion und wurde in die Ukrainische SSR eingegliedert. Seit 1991 ist Owadne ein Teil der heutigen Ukraine.
Zwischen 1946 und 1958 war Owadne das Rajonszentrum des gleichnamigen Rajons Owadne, dieser ging 1946 aus dem Rajon Werba hervor und wurde 1958 dem Rajon Wolodymyr-Wolynskyj angeschlossen.
Am Ort vorbei führt die Bahnstrecke von Kowel nach Wolodymyr, an dieser wurde 1908 ein Bahnhof eröffnet der das wirtschaftliche Wachstum des Ortes positiv beeinflusste.

## Verwaltungsgliederung
Am 23. Juni 2016 wurde das Dorf zum Zentrum der neugegründeten Landgemeinde Owadne (Оваднівська сільська громада Owadniwska silska hromada). Zu dieser zählten auch die 17 in der untenstehenden Tabelle aufgelistetenen Dörfer, bis dahin bildete das Dorf zusammen mit den Dörfern Markeliwka, Suswal und Werba die gleichnamige Landratsgemeinde Owadne (Оваднівська сільська рада/Owadniwska silska rada) im Nordosten des Rajons Wolodymyr.
Am 12. Juni 2020 kamen noch die Dörfer Krat, Owlotschyn und Stawky aus dem Rajon Turijsk zum Gemeindegebiet.
Folgende Orte sind neben dem Hauptort Owadne Teil der Gemeinde:
| Name                     | Name             | Name                                    | Name                  | Name |
| ukrainisch transkribiert | ukrainisch       | russisch                                | polnisch              |      |
| ------------------------ | ---------------- | --------------------------------------- | --------------------- | ---- |
| Bilyn                    | Білин            | Белин (Belin)                           | Bielin                |      |
| Hajky                    | Гайки            | Гайки (Gaiki)                           | Hajki                 |      |
| Halyniwka                | Галинівка        | Галиновка (Galinowka)                   | Kamelówka             |      |
| Hewyn                    | Гевин            | Гевин (Gewin)                           | Hubin                 |      |
| Jahidne                  | Ягідне           | Ягодное (Jagodnoje)                     | Jagodno               |      |
| Krasnostaw               | Красностав       | Красностав                              | Gnojno                |      |
| Krat                     | Крать            | Крать                                   | Krać, Czesławów, Krat |      |
| Lisky                    | Ліски            | Лески (Leski)                           | Liski                 |      |
| Ljudmylpil               | Людмильпіль      | Людмилполь (Ljudmilpol)                 | Ludmiłpol             |      |
| Markeliwka               | Маркелівка       | Маркеловка (Markelowka)                 | Marcelówka            |      |
| Ochniwka                 | Охнівка          | Охновка (Ochnowka)                      | Ochnówka              |      |
| Owlotschyn               | Овлочин          | Овлочин (Owlotschin)                    | Owłoczym              |      |
| Pyssarewa Wolja          | Писарева Воля    | Писарева Воля (Pissarewa Wolja)         | Pisarzowa Wola        |      |
| Ruda                     | Руда             | Руда                                    | Ruda                  |      |
| Samosty                  | Замости          | Замосты                                 | Zamosty               |      |
| Suswal                   | Сусваль          | Сусваль                                 | Mohilno               |      |
| Stawky                   | Ставки           | Ставки (Stawki)                         | Stawki                |      |
| Swijtschiw               | Свійчів          | Свийчев (Switschew)                     | Swojczów              |      |
| Werba                    | Верба            | Верба                                   | Werba                 |      |
| Wolja-Swijtschiwska      | Воля-Свійчівська | Воля-Свийчевская (Wolja-Switschewskaja) | Wólka Swojczowska     |      |